# Richard Barbieri
Richard Barbieri (Londra, 30 novembre 1957) è un musicista britannico.
È stato un membro fondatore e il tastierista della band inglese dei Japan.
Dopo lo scioglimento del gruppo avvenuto nei primi anni ottanta, si è dedicato ad alcuni progetti e collaborazioni varie, e dal 1993 è entrato a far parte del gruppo rock progressivo Porcupine Tree.

## Discografia

### Da solista
Album in studio
- 1994 – Flame (con Tim Bowness)
- 1997 – Changing Hands (con Steve Jansen e Nobukazu Takemura)
- 2001 – Azure/Cosmic Prophets (con Jan Linton)
- 2004 – Things Buried
- 2008 – Stranger Inside
- 2012 – Not the Weapon but the Hand (con Steve Hogarth)
- 2017 – Planets + Persona
- 2021 – Under a Spell

EP
- 2013 – Arc Light (con Steve Hogarth)

### Con i Japan
- 1978 – Adolescent Sex
- 1978 – Obscure Alternatives
- 1979 – Quiet Life
- 1980 – Gentlemen Take Polaroids
- 1981 – Tin Drum
- 1983 – Oil on Canvas (live)
- 1991 – Rain Tree Crow (pubblicato a nome Rain Tree Crow)

### Con i Jansen/Barbieri
- 1985 – Worlds in a Small Room
- 1987 – Catch the Fall (pubblicato come The Dolphin Brothers)
- 1991 – Stories Across Borders
- 1995 – Stone to Flesh
- 1996 – Other Worlds in a Small Room
- 1997 – Lumen

### Con i JBK
- 1993 – Beginning to Melt: Medium Series Volume 1
- 1994 – Seed (EP)
- 1999 – ISM
- 2001 – Playing in a Room with People (live)
- 2016 – Breakable Moons (Session Outtakes) (EP)

### Con i Porcupine Tree
- 1993 – Up the Downstair
- 1995 – The Sky Moves Sideways
- 1996 – Signify
- 1999 – Stupid Dream
- 2000 – Lightbulb Sun
- 2002 – In absentia
- 2005 – Deadwing
- 2007 – Fear of a Blank Planet
- 2009 – The Incident
- 2022 – Closure/Continuation